# 73 v.Chr.
Het jaar 73 v.Chr. is een jaartal volgens de christelijke jaartelling. 

## Gebeurtenissen

### Italië
- Begin van de Derde Slavenoorlog, gladiatoren onder leiding van Spartacus komen in opstand en ontsnappen uit een gevechtsschool in Capua, de slaven reorganiseren zich bij de Vesuvius. In Campania plundert hij de steden Nola, Nuceria en Thurii.
- De Senaat stuurt de pretoriaanse garde (3.000 man), om de slaven te onderdrukken. Spartacus valt het Romeinse legerkamp bij de Vesuvius aan en verslaat de Romeinen.
- Gaius Cornelius Verres voert als gouverneur op Sicilië een tirannisch bewind, hij buit de boeren uit en onderhoudt handelscontacten met piraten.

### Europa
- Koning Lud (73 - 58 v.Chr.) volgt zijn vader Heli op als heerser van Brittannië. Hij laat verdedigingstorens rondom de stad Kearlud (huidige Londen) bouwen.

### Klein-Azië
- Mithridates VI van Pontus valt Bithynië binnen en belegert Cyzicus. Het Romeinse leger (5 legioenen) onder bevel van Lucius Licinius Lucullus, ontzet de vestingstad en verslaat het Pontische leger.

## Geboren
- Herodes de Grote, koning van Judea (overleden 4 v.Chr.)